# Girolamo Maria Gotti
Girolamo Maria Gotti OCD (ur. 29 marca 1834 w Genui, zm. 19 marca 1916 w Rzymie) – włoski duchowny katolicki, prefekt Kongregacji Rozkrzewiania Wiary, kardynał.
Na chrzcie otrzymał imiona Giovanni Antonio Benedetto. W wieku 16 lat wstąpił do zakonu karmelitów bosych i przyjął imiona Girolamo Maria od Niepokalanego Poczęcia. Profesję złożył w listopadzie 1851 w Loano. Święcenia kapłańskie otrzymał 20 grudnia 1856 w Albendze. W następnych dziesięcioleciach był lektorem z filozofii i teologii w rodzimym klasztorze. Nauczał też matematyki w Akademii Marynarki Wojennej. Był traktowany jako niestrudzony student i uczony, a także asceta (m.in. spał zawsze na podłodze). Podczas soboru watykańskiego I był doradcą generała swego zakonu. W 1872 wybrany na prokuratora generalnego karmelitów. W październiku 1881 został superiorem generalnym zakonu. Reelekcja miała miejsce w 1889. Od 1884 działał jako doradca w kilku kongregacjach rzymskich, a także egzaminator rzymskiego kleru.
22 marca 1892 otrzymał nominację na tytularnego arcybiskupa Petry (Petra in Aegypto lub Petra in Palaestina). Obrzędu konsekracji, pięć dni później, dokonał kardynał Lucido Maria Parocchi. W 1892 został internuncjuszem do Brazylii. Na konsystorzu z 29 listopada 1895 kreowany kardynałem prezbiterem Santa Maria della Scala. Był następnie prefektem kilku kongregacji: Świętej Kongregacji Odpustów i Relikwii (1896–1899), Świętej Kongregacji Biskupów (1899–1902) oraz Świętej Kongregacji Rozkrzewiania Wiary, której przewodził od roku 1902 do śmierci. Przez krótki czas sprawował funkcję kamerlinga. 
Brał udział w Konklawe 1903 i 1914 roku. Na konklawe po śmierci Leona XIII był jednym z papabile. Wymieniano go już parę lat wcześniej jako ewentualnego następcę Leona z powodu swej głębokiej pobożności, znacznie przewyższającej pobożność papieża Leona. Uważa się go za najbardziej prawdopodobnego przeciwnika kardynała Rampolli. Gdy Rampolla wiedział już, że nie uzyska wystarczającej liczby głosów, poprosił swych zwolenników by głosy oddali na kardynała Sarto i tym samym uniemożliwić wybór Gottiego. Podczas kolejnego wyboru papieża był już zbyt stary by ponownie ubiegać się o wybór. Zmarł w wieku 82 lat i pochowany został na cmentarzu Campo Verano.